# Винний (Астраханська область)
Винний (рос. Винный) — селище у Володарському районі Астраханської області Російської Федерації.
Населення становить 756 осіб (2017)  осіб. Входить до складу муніципального утворення Селище Винний.

## Історія
Населений пункт розташований на території українського етнічного та культурного краю Жовтий Клин. Згідно із законом від 6 серпня 2004 року органом місцевого самоврядування є Селище Винний.

## Населення
| 2002 | 2010 | 2012 | 2013 | 2014 | 2015 | 2016 |
| ---- | ---- | ---- | ---- | ---- | ---- | ---- |
| 729  | ↗753 | ↘748 | ↗762 | ↘759 | ↗764 | ↗766 |
| 2017 |      |      |      |      |      |      |
| ↘756 |      |      |      |      |      |      |